# Сфейр, Насрулла Бутрос
Насрулла Бутрос Сфейр (араб. نصر الله بطرس صفير‎; 15 мая 1920, Рейфун, Ливан — 12 мая 2019, Бейрут, Ливан) — ливанский кардинал и маронитский патриарх. Титулярный епископ Тарсо Маронитский и вспомогательный патриарший викарий Антиохии Маронитской с 19 июня 1961 по 19 апреля 1986. Маронитский патриарх Антиохии с 19 апреля 1986 по 26 февраля 2011. Кардинал-патриарх с 26 ноября 1994. Официальный титул: Его Блаженство семьдесят шестой Патриарх Антиохии и Всего Леванта.